# 暗闇に鈴が鳴る
『暗闇に鈴が鳴る』（くらやみにすずがめいる）は、曽根原澄子による日本の漫画作品。

## 概要
『なかよし』（講談社）において、1985年から1985年まで連載された。

## 書誌情報
曽根原澄子 『暗闇に鈴が鳴る』 講談社〈講談社コミックスなかよし〉、全1巻
- 1巻、1985年10月6日発行、ISBN 4-06-178516-8